# María Estela Mansur
María Estela Mansur (La Plata, 6 de enero de 1954, La Plata; 5 de febrero de 2022) fue una antropóloga y arqueóloga argentina. Fue conocida por trabajar con cazadores-recolectores de la Patagonia, específicamente en el centro de la isla y en Ushuaia (Tierra del Fuego) y fue la investigadora que trajo y desarrolló el análisis funcional de base microscópica en la Argentina. Además recibió, entre otros, el Premio Bernardo Houssay, en 1987.

## Biografía
Estudió la licenciatura en antropología, con orientación en Arqueología, en la Universidad Nacional de La Plata (UNLP). Viajó a Francia con la intención de aprender más sobre tecnología lítica, lo que la llevó a trabajar con el Prof. Francois Bordes, quien fue su director. En el Institut du Quaternaire de la Universidad Burdeos I, Francia, realizó la maestría y el doctorado en "Diplome d'Etudes Approfondies en Geologie du Quaternairen e et Préhistoire".
En 1994, organizó cursos de posgrado en el CADIC con el título "Introducción al análisis tecnofuncional de materiales arqueológicos", organizados por el CONICET y el Departamento de Posgrado de la Universidad Nacional de La Plata (UNLP), en los cuales se han formado numerosos alumnos tanto de Argentina como de diferentes países latinoamericanos, ya que se trata de la única opción con estos contenidos en Latinoamérica.
Hasta su fallecimiento fue investigadora principal del CONICET-CADIC y docente en la Universidad Nacional de Tierra del Fuego. A su vez, fue directora del Grupo de investigaciones en análisis tecnofuncional de materiales arqueológicos, (GIATMA), el cual funciona también en el CADIC.

## Trayectoria
María Estela Mansur trabajó con cazadores-recolectores de tierra del fuego, en relación a los procesos del comportamiento humano, específicamente relacionada con la intensificación, la cual se encarga del estudio del incremento de la extracción de energía o producción por unidad de territorio. 
En los inicios de su carrera, se interesó por los estudios funcionales de análisis microscópicos, lo que la llevó a trabajar con este tema, para diseñar una metodología que se pudiera aplicar al análisis de materiales arqueológicos de la Patagonia, ya que estos tienen dos características diferentes a las estudiadas en Europa. Por un lado, la materia prima, la cual en la zona de interés incluía algunas rocas silíceas, criptocristalina como así también riolita, basalto, andesita, entre otras; y por otro lado, los sedimentos, los cuales se encontraban en cuevas, en macizos ignimbríticos con sedimentos silíceos sumamente abrasivos. Esta investigación, terminó en su tesis doctoral la cual se tituló "Traces d'Utilisation et Technologie Lithique: Exemples de la Patagonie". 
A partir de ahí, toda su investigación giró en torno a dos temáticas, por un lado el análisis funcional de materiales arqueológicos y por otro el uso del método experimental como método para estudiar las problemáticas de los cazadores-recolectores tanto de la Patagonia, como así también en diferentes zonas de la Argentina y el mundo.
Publicó numerosos artículos en diferentes revistas reconocidas, como La Lupa, colección fueguina de divulgación científica, realizada por el CADIC, en la editorial Quaternary International de Ámsterdam, en Artic Antropology, de Estados Unidos, entre otras. A su vez, publicó 6 libros en Oxford, Burdeos, Madrid y Ushuaia.

## Distinciones
- Premio "Bernardo Houssay" a la obra de investigación realizada, otorgado por el CONICET, Buenos Aires, en 1987.
- Distinción “Mujeres protagonistas del Bicentenario. A mujeres comprometidas”. Ushuaia, en julio de 2010, otorgado por el INADI, el Ministerio de Desarrollo Social de la Nación y la provincia de Tierra del Fuego.
- Distinción “Personalidad Ilustre”, otorgado por el Concejo Deliberante de Ushuaia, Tierra del Fuego, en noviembre de 2010.
- Distinción por presentación en reunión científica, póster colectivo, otorgado por el Congreso internacional AWRANA, en mayo de 2018, Niza, Francia.

## Publicaciones
- "Traceology Today. Methodological Issues in the Old World and the Americas".[5]
- "Arqueología del Hain. Investigaciones etnoarqueológicas en un sitio ceremonial de la sociedad Selknam de Tierra del Fuego. Implicancias teóricas y metodológicas para los estudios arqueológicos"[6]
- "Microscopie du matériel lithique préhistorique. Traces d'utilisation, altérations naturelles, accidentelles et technologiques".[7]
- "Arqueología de la Patagonia. Una mirada desde el último confín"[8]